# Satoshi Takebe
Satoshi Takebe (武部聡志, Takebe Satoshi, né le 12 février 1957) est un compositeur, arrangeur et producteur de musique. Il est notamment connu pour ses musiques de films et de séries, parmi lesquelles plusieurs collaborations avec le studio Ghibli.

## Biographie
Satoshi Takebe naît le 12 février 1957 à Tokyo au Japon. 
Il travaille d'abord comme arrangeur et musicien, au clavier ou au piano, sur plusieurs albums à partir de 1981.
Satoshi Takebe est compositeur, arrangeur et producteur de musique. Il joue du clavier au sein du groupe Kōkua dont il est également le producteur. 

## Œuvres en tant que compositeur

### Albums
- 1989 : (avec Kiyonori Matsuo et Mariko Yoshida) Yume wo oikakete, album de chansons de Mariko Yoshida, CBS/Sony Records
- 1990 : (avec "J.D.K." Mieko Ishikawa et Paul McCartney) LILIA, album de chansons de Rie Sugimoto, label Falcom
- 1990 : KRELIA, album de chansons de Rie Sugimoto, label Falcom
- 1991 : Celceta, album de chansons de Rie Sugimoto, label Falcom
- 2004 : (avec Tatsuro Mashiko) Hanamizuki, album de chansons de Yo Hitoto, label Columbia Music Entertainment

### Musiques de séries
- 1989 : (avec 	Yusuke Homma, Tsugutoshi Goto et SHO-TA) Meimon! Daisan Yakyuubu Music Collection, CBS/Sony Records, musique de la série animée Daisan Yakyuubu
- 1991 : (avec Koichi Hirai, Nobuhiko Sato, Kunio Komuro, Kazuhiko Ikegami, Ken Miyazawa) Blue Sonnet
- 1997 : Beach Boys
- 1998 : Bôihanto
- 1999 : Over Time (mini-série)
- 2001 : Gakko no sensei
- 2002 : Wedding Planner
- 2006 : Saiyûki
- 2014 : Ronja, fille de brigand

### Musiques de films
- 2010 : Hana no ato
- 2011 : Asashin
- 2011 : La Colline aux coquelicots
- 2013 : Bokutachi no koukan nikki
- 2020 : Aya et la Sorcière
- 2022 : The First Slam Dunk

## Distinctions
Satoshi Takebe remporte en 2012 le prix de la Meilleure musique de film pour sa bande originale de La Colline aux coquelicots lors des Tokyo Anime Awards.